# سوزان ولدريدغ
سوزان ولدريدغ (بالإنجليزية: Susan Wooldridge)‏ هي ممثلة بريطانية، ولدت في 31 يوليو 1952 في لندن في المملكة المتحدة. من الجوائز التي نالتها جائزة بافتا لأفضل ممثلة في دور ثانوي.

## أعمال

### أفلام
- (2010) تامارا درو[6][7]

## جوائز
- جائزة بافتا لأفضل ممثلة في دور ثانوي

## وصلات خارجية
- سوزان ولدريدغ على موقع IMDb (الإنجليزية)
- سوزان ولدريدغ على موقع روتن توميتوز (الإنجليزية)
- سوزان ولدريدغ على موقع ألو سيني (الفرنسية)
- سوزان ولدريدغ على موقع ميوزك برينز (الإنجليزية)
- سوزان ولدريدغ على موقع قاعدة بيانات الفيلم (الإنجليزية)